# Roman d'Énéas
Le Roman d'Énéas est un roman anonyme ; la date de rédaction du premier manuscrit est estimée à 1160. On considère ce texte comme un des plus anciens romans français (ou le plus ancien selon la définition que l'on donne au mot « roman »).

## L'histoire
Le Roman d'Énéas est une adaptation de l’Énéide de Virgile que l'auteur traduit du latin, parfois fidèlement, parfois en se permettant des libertés qui font de ce texte une véritable création littéraire.
Comme chez Virgile, le roman relate les voyages et les combats du troyen Énée, ancêtre mythique du peuple romain. Le clerc du XIIe siècle transforme néanmoins l'épopée latine, récit de fondation concentré sur le thème guerrier, en une œuvre romanesque qui développe largement la thématique de l'amour.

## Sommaire
L’histoire commence avec la description de la ville de Troie en flammes. Énéas et ses hommes fuient, mais ils sont pris dans une grande tempête, créée par Junon. Plusieurs jours plus tard, ils s'éloignent de la tempête et se rendent à Carthage, où habite une reine nommée Didon. Quand la reine rencontre les Troyens, elle les accueille et promet leur sécurité. Énéas et Didon commencent une relation amoureuse, à cause de Vénus, qui agit par l'intermédiaire de son fils Cupidon. La relation entre Énéas et Didon n’est pas égale : Didon aime Énéas beaucoup plus qu’elle n'est aimée de lui. Les rumeurs de leur relation commencent à se répandre parmi les citoyens de Didon.  Les dieux ordonnent à Énéas de quitter Carthage et trouver son destin en Lombardie. Didon veut l’accompagner, mais Énéas refuse. Quand Didon voit qu’Énéas est parti, elle se suicide.

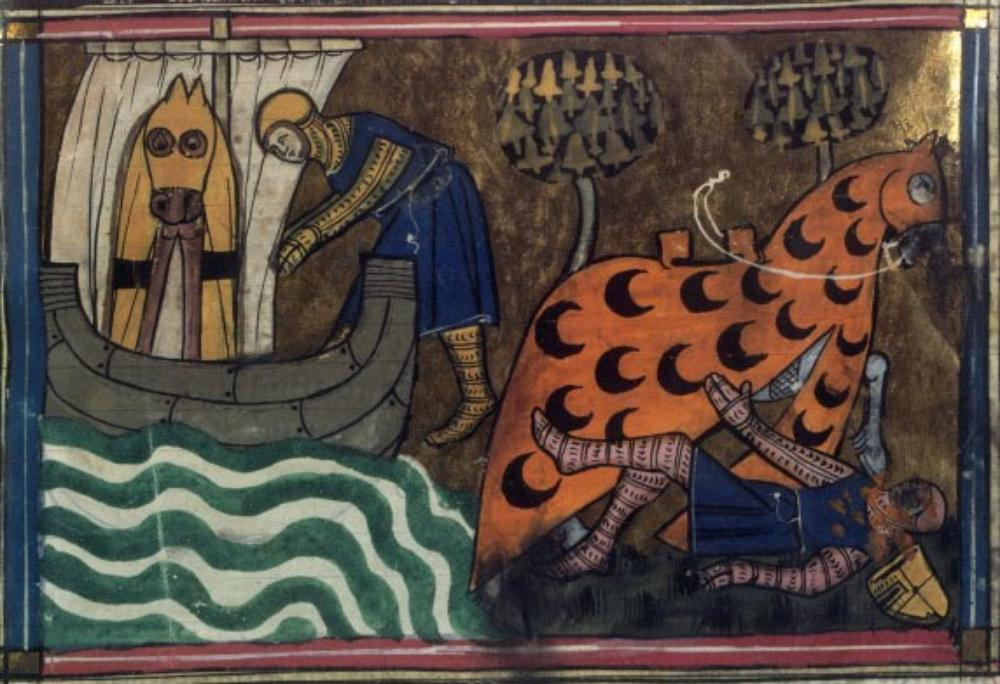
Turnus tue Pallas et prend sa nef (ms. 60 français de la BnF, f. 170r).

Pendant le voyage d’Énéas vers la Lombardie, il visite les Enfers et parle avec son père au sujet de son destin. Il y voit aussi Didon, qui ignore sa présence. Énéas et ses hommes arrivent en Lombardie où le roi Latinus promet la main de sa fille, Lavine, à Énéas. Cependant, la mère de Lavine ne veut pas que sa fille épouse Énéas, donc elle fait part de ce nouvel arrangement à Turnus, l'ancien fiancé de Lavine. Une guerre commence entre Turnus et Énéas, Ascanius tue un cerf, qui commence une bataille avec Tyrrhus, et les Troyens gagnent. Turnus sollicite l’aide de plusieurs villes pour commencer une guerre contre les Troyens. Un des guerriers, une femme s’appelant Camille, chef des Volsques, rejoint la bataille du côté des Italiens. Vénus convainc Vulcain de fabriquer des armes pour protéger son fils Énéas dans la bataille. Turnus brûle la flotte des Troyens. Deux Troyens, Nisus et Euryale, décident d’infiltrer le camp des ennemis et attaquent pendant leur sommeil. Cependant, tous les deux sont capturés et tués. Énéas convainc un autre roi de l’aider dans la guerre, et ce roi envoie son fils Pallas, mais Pallas est tué dans la bataille. Une trêve est décidée pour les deux armées afin d'enterrer leurs morts, mais par la suite les batailles recommencent. Camille est tuée, et Turnus demande un combat singulier avec Énéas pour gagner Lavine et la terre. Lavine tombe amoureuse d'Énéas et promet de se suicider s'il meurt pendant le combat. Lavine envoie une lettre à Énéas où elle déclare son amour pour lui mais, bien qu'il l’aime aussi, il ne lui répond pas. Le jour du combat arrive, et une grande bataille commence. À la fin, Énéas tue Turnus par vengeance pour la mort de Pallas. Lavine et Énéas se marient.

## Contexte historique et géographique
Le Roman d'Énéas fut écrit en Normandie autour de 1160. À cette époque, Henri II était le duc de Normandie depuis 1150. Henri II était un membre de la dynastie Plantagenêt. En même temps que duc de Normandie, il était aussi roi d'Angleterre, duc d'Aquitaine et comte d'Anjou. En France, pendant cette époque, chaque province avait sa propre aristocratie. La Normandie était un duché, et chaque duché rendait l'hommage au roi de France. Henri II fut le premier roi d'Angleterre à rendre cet hommage au roi de France. En 1152, Henri II épousa Aliénor d'Aquitaine. Aliénor d'Aquitaine était connue comme mécène des arts, en particulier des écrivains et poètes. Elle était également connue pour ses cours d'amour. Durant l'année 1160, le mariage du fils de Henri II et Aliénor d'Aquitaine, Henri le Jeune, et de la fille de Louis VII de France, Marguerite, fut organisé. Henri le Jeune avait alors cinq ans et Marguerite deux ans. Le mariage était utilisé comme un outil politique par Henri II.

## L'auteur
L'auteur du Roman d'Énéas est inconnu. Il était probablement trouvère. Les trouvères avaient l'habitude de prendre une histoire et de l'adapter en la modifiant grandement, créant ainsi une nouvelle œuvre. Souvent, dans de tels cas, le but, le propos et le genre original sont perdus. En l'occurrence, l'histoire originale était l'Énéide de Virgile, mais dans l'Énéas, l'auteur et la source ne sont pas mentionnés. L'auteur appartiendrait à l'école littéraire normande qui s'était formée à la cour des Plantagenêts.

## Le langage
Le texte original du Roman d'Énéas est en français, le texte étant écrit en Normandie. Dans Le Roman d'Énéas, comme dans la plupart des romans antiques, l'auteur utilise l'octosyllabe rimé. Ce texte est « marqué par certains traits de l'Ouest, et certains traits picards ». Selon les différents manuscrits, les traits picards sont variés.

## La datation
Il y a quelques possibilités pour la date d'écriture du Roman d'Énéas : on admet généralement une date proche de 1160, mais les dates de 1150, 1160, et 1174 ont été suggérées. Le chercheur M. Hoepffner estime que le Roman d'Énéas a été écrit après 1155. Il suppose qu'en raison des similarités entre Le Roman d'Énéas et Le Roman de Brut, Le Roman d'Énéas doit avoir été écrit après le Roman de Brut, donc après l'année 1155, année de rédaction du Roman de Brut. Il voit beaucoup de similarités entre les deux livres, comme le début de l'histoire après la guerre de Troie et avant l'épisode à Carthage. Mais d'autres chercheurs croient que le Roman d'Énéas précéda le Roman de Brut. Ils croient au contraire que les similitudes entre les deux romans sont le fait de Wace, auteur du Roman de Brut, qui aurait utilisé le Roman d'Énéas comme source d'inspiration. Si c'est effectivement le cas, alors la date du Roman d'Énéas doit être placée avant 1155. Un dernier argument en faveur de la précocité du Roman d'Énéas tient au fait qu'il est anonyme, alors que Wace était un des premiers auteurs professionnels et revendiqués comme tels. Il paraît dès lors improbable qu'un auteur postérieur au Roman de Brut, particulièrement s'il était inspiré par ce dernier, n'ait pas signé son œuvre.

## Postérité
Le Roman d'Éneas est la source de l’Eneide (ou Eneit) d'Hendrik van Veldeke (13 500 vers), premier chef d’œuvre de la littérature courtoise du moyen haut allemand, achevé entre 1187 et 89.